# Witch Watch
Witch Watch (ウィッチウォッチ?, Witchi Wotchi) è un manga shōnen scritto e disegnato da Kenta Shinohara, serializzato sulla rivista Weekly Shōnen Jump di Shūeisha a partire dall'8 febbraio 2021. Un adattamento anime prodotto da Bibury Animation Studios viene trasmesso a partire dal 6 aprile 2025.

## Trama
La serie si concentra su Nico Wakatsuki, una giovane strega che, dopo aver completato il suo addestramento magico, si trasferisce nella casa del suo amico d'infanzia Morihito Otogi, un oni dall'aspetto umano. A causa della storia ancestrale delle loro famiglie, Morihito diventa il famiglio di Nico ed è destinato a proteggerla da una oscura profezia. Nico spera anche che questo li aiuti a diventare una coppia, dato che lui è la sua cotta di lunga data. Man mano che la storia procede, Nico e Morihito si ritrovano costretti ad affrontare i vari esseri soprannaturali e leggendari che incontrano mentre cercano anche di risolvere tutti i problemi imprevedibili che la magia di Nico causa nella loro vita quotidiana.

## Personaggi
Nico Wakatsuki (若月ニコ?, Wakatsuki Niko)
Doppiata da: Rina Kawaguchi (ed. giapponese), Chiara Fabiano, Bianca Demofonti (da bambina) (ed. italiana)
Una strega adolescente innamorata del suo amico d'infanzia, Morihito. È una persona molto gentile che spesso cerca di aiutare le persone con la magia, ma di solito lo fa senza conoscere appieno i dettagli o gli effetti collaterali dei suoi incantesimi.
Morihito Otogi (乙木守仁?, Otogi Morihito)
Doppiato da: Ryōta Suzuki, Natsumi Fujiwara (da bambino) (ed. giapponese), Andrea Di Maggio, Ciro Clarizio (da bambino) (ed. italiana)
Un orco con una forza fisica estrema acquisita grazie alla pratica del Qi Gong. Era amico d'infanzia di Nico, che lo chiama Moi (モイ?), ed è l'unico a non sapere che lei è innamorata di lui. A differenza degli altri personaggi principali, Morihito è una persona seria e responsabile.
Kanshi Kazamatsuri (風祭監志?, Kazamatsuri Kanshi)
Doppiato da: Kōhei Amasaki, Guido Gelardi (ed. italiana)
Un tengu che può controllare il vento e ha stretto amicizia con Nico durante il suo allenamento. È il famiglio della ragazza e va a vivere con lei e Morihito poiché ha anche il compito di proteggerla. Kanshi ha buone abilità sociali e parla il dialetto del Kansai.
Keigo Megami (真神圭護?, Magami Keigo)
Doppiato da: Kaito Ishikawa (ed. giapponese), Emanuele Natalizi (ed. italiana)
Un lupo mannaro che si trasforma in un'altra persona quando vede una mezza luna. Solitamente è una persona tranquilla, ma diventa arrogante quando mostra la sua conoscenza della cultura oscura. La sua controparte, però, è sempre arrogante e maleducata. Il ragazzo è un compagno di classe di Nico e Morihito e alla fine va a vivere con loro.
Miharu Kiryu (霧生見晴?, Kiryū Miharu)
Un giovane vampiro, che si nutre assorbendo la forza vitale delle persone, proveniente da una famiglia di esorcisti. È uno studente del terzo anno delle scuole medie e di solito porta con sé un ombrellone per ripararsi dal sole. Sebbene appaia educato e aggraziato, non esita a dire qualunque cosa abbia in mente. Anche lui va a vivere con Nico e gli altri personaggi.

## Media

### Manga
L'opera, scritta e disegnata da Kenta Shinohara, ha iniziato la serializzazione sulla rivista Weekly Shōnen Jump di Shūeisha l'8 febbraio 2021. Il primo volume tankōbon è stato pubblicato il 4 giugno dello stesso anno.
In Italia la serie è stata annunciata durante il Lucca Comics & Games 2022 da Star Comics che la pubblica dal 31 maggio 2023 nella collana Stardust. La traduzione dei testi è curata Valentina Vignola, mentre il lettering è realizzato da Federica Bellinato.

#### Volumi
| 1  | 4 giugno 2021 | ISBN 978-4-08-882696-7 | 31 maggio 2023   | ISBN 978-88-226-4106-9 |
| 1  | Capitoli - 1. Il ritorno della strega (魔女の帰還?, Majo no kikan) - 2. Un duo magico (マジカルな二人?, Majikaru na futari) - 3. Una novellina gigante (大型ルーキー?, Ōgata Rūkī) - 4. Andiamo al fast food! (ファミレス行こ!?, Famiresu iko!) - 5. A lezione di volo (飛ぶ教室?, Tobu kyōshitsu) - 6. Outfit trasparente primaverile (春のシースルーコーデ?, Haru no shīsurū kōde) - 7. Nico consegne a domicilio (魔女に宅急便?, Majo ni takkyūbin) |                        |                  |                        |
| 2  | 4 novembre 2021 | ISBN 978-4-08-882764-3 | 2 agosto 2023    | ISBN 978-88-226-4111-3 |
| 2  | Capitoli - 8. Cani randagi e pioggia martellante (迷子犬と雨のビート?, Maigo inu to ame no Bīto) - 9. Il tengu Kanshi Kazamatsuri (天狗-風祭監志?, Tengu - Kazamatsuri Kanshi) - 10. Nero demone volante (天駆ける玄魔?, Ama kakeru genma) - 11. Una mischia in amicizia (友情のスクラム?, Yūjō no Sukuramu) - 12. Chiome fluttuanti in corridoio (渡り廊下かでなびかせろ?, Watarirōka de nabikasero) - 13. Quando il tuo fanartist preferito è un tuo studente (教え子が推し絵師だった件?, Oshiego ga oshi eshi datta ken) - 14. Pancia in subbuglio (今日はヘビーなストマック?, Kyō wa hebī na Sutomakku) - 15. Cat Scout (キャットスカウト?, Kyatto Sukauto) - 16. Sotto l'albero delle unioni (1ª parte) (縁結びの樹の下で 前編?, Enmusubi no ki no shita de zenpen) - 17. Sotto l'albero delle unioni (2ª parte) (縁結びの樹の下で 後編?, Enmusubi no ki no shita de kōhen)                                                                                                |                        |                  |                        |
| 3  | 4 novembre 2021 | ISBN 978-4-08-882842-8 | 4 ottobre 2023   | ISBN 978-88-226-4274-5 |
| 3  | Capitoli - 18. I diari del lavoro part-time di Kanshi: lo spettacolo dei supereroi (カンシのバイト日記~ヒーローショー~?, Kanshi no Baito nikki ~Hīrō Shō~) - 19. Cara Kara (伽羅へ?, Kara e) - 20. Il canale di Kan & Nico (カンニコチャンネル?, Kan Niko Chan'neru) - 21. La bolla felice di un gatto di strada (通い猫の泡いひととき?, Kayoi neko no awai hitotoki) - 22. Cani e gocce di pioggia (1ª parte) (大と雨滴-①?, Inu to amadare - 1) - 23. Cani e gocce di pioggia (2ª parte) (大と雨滴-②?, Inu to amadare - 2) - 24. Cani e gocce di pioggia (3ª parte) (大と雨滴-③?, Inu to amadare - 3) - 25. Cani e gocce di pioggia (4ª parte) (大と雨滴-④?, Inu to amadare - 4) - 26. Cani e gocce di pioggia (5ª parte) (大と雨滴-⑤?, Inu to amadare - 5) |                        |                  |                        |
| 4  | 4 febbraio 2022 | ISBN 978-4-08-883011-7 | 29 novembre 2023 | ISBN 978-88-226-4428-2 |
| 4  | Capitoli - 27. Cani e gocce di pioggia (6ª parte) (大と雨滴-⑥?, Inu to amadare - 6) - 28. Cani e gocce di pioggia (7ª parte) (大と雨滴-⑦?, Inu to amadare - 7) - 29. Cani e gocce di pioggia (8ª parte) (大と雨滴-⑧?, Inu to amadare - 8) - 30. L'uomo lupo Keigo Magami (狼男-真神圭護?, Ōkami otoko - Magami Keigo) - 31. Libera il batticuore (ときめきをときはなて?, Tokimeki o tokihanate) - 32. La cerimonia del tè, facile come bere un bicchiere... di tè (お茶の心はお茶の子さいさい?, Ocha no kokoro wa ocha no ko saisai) - 33. La tigre virtuosa e il lupo arrogante (善人の虎高慢の狼?, Zennin no Tora kōman no ōkami) - 34. Diario della mia fanartist preferita (推し絵師日誌?, Oshi eshi nisshi) - 35. Nuovi amici (新しい友達?, Atarashii tomodachi) |                        |                  |                        |
| 5  | 4 aprile 2022 | ISBN 978-4-08-883067-4 | 6 febbraio 2024  | ISBN 978-88-226-4512-8 |
| 5  | Capitoli - 36. Date with the Knight (デート・ウィズ・ザ・ナイト?, Dēto Wizu Za Naito) - 37. I diari del lavoro part-time di Kanshi: il lavoro manuale da remoto (カンシのバイト日記~内職ー~?, Kanshi no Baito nikki ~naishoku~) - 38. Il Comitato Studentesco dei cliché (ベタベタ生徒会?, Betabeta seitokai) - 39. Il video di presentazione del Comitato Studentesco (生徒会執行部紹介動画?, Seitokai shikkō-bu shōkai dōga) - 40. Ti prego, professor Morihito! (お願いモリヒト先生?, Onegai Morihito-sensei) - 41. Sono felice di averti incontrato (会えて嬉しい?, Aete ureshii) - 42. Il demone estivo (1ª parte) (夏の魔物-①?, Natsu no mamono - 1) - 43. Il demone estivo (2ª parte) (夏の魔物-②?, Natsu no mamono - 2) - 44. Il demone estivo (3ª parte) (夏の魔物-③?, Natsu no mamono - 3) |                        |                  |                        |
| 6  | 3 giugno 2022 | ISBN 978-4-08-883154-1 | 2 aprile 2024    | ISBN 978-88-226-4641-5 |
| 6  | Capitoli - 45. Il vampiro Miharu Kiryu (吸血鬼-霧生見晴?, Kyūketsuki - Kiryū Miharu) - 46. Box Body Boys (Box Body Boys?, Bokkusu Bodi Bōizu) - 47. La scintilla della creatività (創作の火?, Sōsaku no hi) - 48. Uron Mirage, capitolo 119: Gli sgominatori di fuzzy (4ª parte) (うろんミラージュ 第119話 ファジー討伐 - 4?, Uron Mirāju dai-hyakujūkyū-wa: Fajī tōbatsu - 4) - 49. Il parasole perduto (傘がない?, Kasa ga nai) - 50. La via del denim di Moi (モイちゃんのデニム道?, Moi-chan no Denimu-dō) - 51. La strega in erba... (駆け出し魔女と?, Kakedashi majo to) - 52. ...e i suoi famigli! (使い魔たち?, Tsukaima-tachi) - 53. La tetra oscurità degli abissi del cosmo (宇宙の深淵の黒い闇?, Uchū no shin'en no kuroi yami) |                        |                  |                        |
| 7  | 4 agosto 2022 | ISBN 978-4-08-883221-0 | 28 maggio 2024   | ISBN 978-88-226-4826-6 |
| 7  | Capitoli - 54. Il condimento perfetto per affascinare (お手軽超魅了?, Otegaru chō miryō) - 55. Ci hanno sfidati a un gioco mortale, ma faceva schifo (デスゲーム挑まれたけどクソゲーだった?, Desu Gēmu idomareta kedo kusogē datta) - 56. Presidente del Comitato Studentesco per un giorno (一日生徒会長?, Ichi nichi seito kaichō) - 57. I diari del lavoro part-time di Kanshi: in caffetteria (カンシのバイト日記~カフェ~?, Kanshi no Baito nikki ~Kafe~) - 58. Il lupo smarrito e il gatto di strada (1ª parte) (迷い狼と通い猫 前編?, Mayoi ōkami to kayoi neko zenpen) - 59. Il lupo smarrito e il gatto di strada (2ª parte) (迷い狼と通い猫 後編?, Mayoi ōkami to kayoi neko kōhen) - 60. Scramble Scrap Squad (スクランブル・スクラップ・スクワッド?, Sukuranburu Sukurappu Sukuwaddo) - 61. Lettera da un'amica (1ª parte) (ともだちの手紙 前編?, Tomodachi no tegami zenpen) - 62. Lettera da un'amica (2ª parte) (ともだちの手紙 後編?, Tomodachi no tegami kōhen) |                        |                  |                        |
| 8  | 4 novembre 2022 | ISBN 978-4-08-883388-0 | 27 agosto 2024   | ISBN 978-88-226-5036-8 |
| 8  | Capitoli - 63. Kara e Shiki (カラちゃんとシキ?, Kara-chan to Shiki) - 64. La frenetica mania delle biglie (狂騒のビーダマニア?, Kyōsō no Bīdamania) - 65. Long Long a Go Go (1ª parte) (LONG LONG A GO GO 前編?, Rongu Rongu a Gō Gō zenpen) - 66. Long Long a Go Go (2ª parte) (LONG LONG A GO GO 後編?, Rongu Rongu a Gō Gō kōhen) - 67. Il primo incontro offline (はじめてのおふかい?, Hajimete no ofukai) - 68. Guerra di immersione (夢中戦争?, Muchū sensō) - 69. Mad Magic Making (Mad Magic Making?) - 70. Impulsi segreti (秘密の衝動?, Himitsu no shōdō) - 71. Lucky Birthday (ラッキーバースデー?, Rakkī Bāsudē) |                        |                  |                        |
| 9  | 4 gennaio 2023 | ISBN 978-4-08-883422-1 | 8 ottobre 2024   | ISBN 978-88-226-5123-5 |
| 9  | Capitoli - 72. La potente strega Momochi (魔力持ちモモチ?, Chikara mochi Momochi) - 73. 3days Laundry (3 days Laundry?) - 74. Jekyll fa visita a casa Otogi (ジキルの乙木家訪問?, Jikiru no Otogi-ke hōmon) - 75. The Incredible Shrinking Adventure (The Incredible Shrinking Adventure?) - 76. La via del denim di Moi (2ª parte) (モイちゃんのデニム道II?, Moi-chan no Denimu-dō II) - 77. Il Festival del Pane Autunnale di Hamazaki (ハマザキ秋のパンまつり?, Hamazaki aki no pan matsuri) - 78. Pigiama party (パジャマパーティー?, Pajama Pātī) - 79. Get a geta! (Get a Geta!?, Getto a Geta) - 80. L'ondata creativa de "La mia fanartist preferita" (オシエシニッシ執筆怒濤編?, Oshieshinisshi shippitsu dotō-hen) |                        |                  |                        |
| 10 | 4 aprile 2023 | ISBN 978-4-08-883454-2 | 21 gennaio 2025  | ISBN 978-88-226-5428-1 |
| 10 | Capitoli - 81. La fiera rocambolesca de ‟La mia fanartist preferita” (オシエシニッシ波瀾会場編?, Oshieshinisshi haran kaijō-hen) - 82. Tempesta d'autunno (1ª parte) (秋嵐-①?, Shūran - 1) - 83. Tempesta d'autunno (2ª parte) (秋嵐-②?, Shūran - 2) - 84. Tempesta d'autunno (3ª parte) (秋嵐-③?, Shūran - 3) - 85. Tempesta d'autunno (4ª parte) (秋嵐-④?, Shūran - 4) - 86. Tempesta d'autunno (5ª parte) (秋嵐-⑤?, Shūran - 5) - 87. Lo stile spensierato di Keiko (ケイコの気ままスタイル?, Keiko no kimama Sutairu) - 88. Chiudo gli occhi e vedo te (目を閉じるとそこに君が?, Me o tojiru to soko ni kimi ga) - 89. La signora della tristezza (憂いの淑女?, Urei no Redi) |                        |                  |                        |
| 11 | 2 giugno 2023 | ISBN 978-4-08-883559-4 | 4 marzo 2025     | ISBN 978-88-226-5492-2 |
| 11 | Capitoli - 90. Ogre Masters (1ª parte) (OGRE MASTERS前編?, Ōga Masutāzu zenpen) - 91. Ogre Masters (2ª parte) (OGRE MASTERS Part 2?, Ōga Masutāzu kōhen) - 92. Lock 'n' Rose (Lock' n' Rose?, Rokku n Rōzu) - 93. Watchdog (WATCHDOG?, Uotchidoggu) - 94. I diari del lavoro part-time di Kanshi: le celebrazioni familiari (カンシのバイト日記 ~冠混葬祭~?, Kanshi no Baito nikki ~kankonsōsai~) - 95. Duet Dance (1ª parte) (Duet Dance 前編?, Duetto Dansu zenpen) - 96. Duet Dance (2ª parte) (Duet Dance 後編?, Duetto Dansu kōhen) - 97. Magic or Treat (MAGIC OR TREAT?, Majikku oa Torīto) - 98. Appuntamento programmato (デート・ウィズ・ザ・ガイド?, Dēto Wizu za Gaido) |                        |                  |                        |
| 12 | 4 agosto 2023 | ISBN 978-4-08-883593-8 | 6 maggio 2025    | ISBN 978-88-226-5704-6 |
| 12 | Capitoli - 99. Il mio primo raduno offline ~Speciale grande avventura con grandi amiche~ (はじめてのおふかい ~大きなおともだち大冒険スペシャル~?, Hajimete no o fukai ~ōkina o tomodachi daibōken Supesharu~) - 100. Uron Mirage, capitolo 171: Missione Mist (9ª parte) (ミスト作戦-9?, Misuto sakusen-9) - 101. Dolce fuffa (やわらかナーシング?, Yawaraka Nāshingu) - 102. La relazione segreta (秘密の関係?, Himitsu no kankei) - 103. I tre dietro la palestra della scuola (体育館裏の三人?, Taīkukan ura no san'nin) - 104. Non riesco a essere onesto (Hard to say I love you?, Hādo Tu Sei Ai Rabu Yū) - 105. Non riesco a non fare il buffone (素直にボケたくて?, Sunao ni boketakute) - 106. Operazione Gran Batticuore Palpitante (ドキドキドバドバ大作戦?, Dokidoki dobadoba daisakusen) - 107. È da allora che lo amo (ずっと好きなのよ?, Zutto sukinanoyo) |                        |                  |                        |
| 13 | 4 ottobre 2023 | ISBN 978-4-08-883666-9 | 9 settembre 2025 | ISBN 978-88-226-5837-1 |
| 13 | Capitoli - 108. (決壊?, Kekkai) - 109. (ミスってるミステリー?, Misutteru Misterī) - 110. (生徒カイザー変身会議?, Seito Kaizā henshin kaigi) - 111. (笑ってウェンズデー?, Waratte Wenzudē) - 112. (告白日和?, Kokuhaku biyori) - 113. (二人きりになりたくて?, Futarikiri ni naritakute) - 114. (災いの日-①?, Wazawai no hi - 1) - 115. (災いの日-②?, Wazawai no hi - 2) - 116. (災いの日-③?, Wazawai no hi - 3) |                        |                  |                        |
| 14 | 4 dicembre 2023 | ISBN 978-4-08-883787-1 | —                | —                      |
| 14 | Capitoli - 117. (災いの日-④?, Wazawai no hi - 4) - 118. (災いの日-⑤?, Wazawai no hi - 5) - 119. (災いの日-⑥?, Wazawai no hi - 6) - 120. (災いの日-⑦?, Wazawai no hi - 7) - 121. (災いの日-⑧?, Wazawai no hi - 8) - 122. (災いの日-⑨?, Wazawai no hi - 9) - 123. (災いの日-⑩?, Wazawai no hi - 10) - 124. (災いの日-⑪?, Wazawai no hi - 11) - 125. (災いの日-⑫?, Wazawai no hi - 12) |                        |                  |                        |
| 15 | 4 marzo 2024 | ISBN 978-4-08-883818-2 | —                | —                      |
| 15 | Capitoli - 126. (災いの日-⑬?, Wazawai no hi - 13) - 127. (災いの日-⑭?, Wazawai no hi - 14) - 128. (災いの日-⑮?, Wazawai no hi - 15) - 129. (災いの日-⑯?, Wazawai no hi - 16) - 130. (災いの日-⑰?, Wazawai no hi - 17) - 131. (災いの日-⑱?, Wazawai no hi - 18) - 132. (新生活スタート?, Shin seikatsu Sutāto) - 133. (Call Me by My Name?, Kōru Mī Bai Mai Nēmu) - 134. (浮足立つ園児たち?, Ukiashidatsu enji-tachi) |                        |                  |                        |
| 16 | 4 aprile 2024 | ISBN 978-4-08-883877-9 | —                | —                      |
| 16 | Capitoli - 135. (使い魔サモン委員会?, Tsukai ma Samon iinkai) - 136. (龍-バン?, Ryū - Ban) - 137. (王様になれ?, Ōsama ni nare) - 138. (ロールモデル?, Rōru Moderu) - 139. (イカすゲーム?, Ika su Gēmu) - 140. (素顔の君に会いたくて?, Sugao no kimi ni aitakute) - 141. (サンタクロース・ファンタジー 前編?, Santa Kurōsu Fantajī zenpen) - 142. (サンタクロース・ファンタジー 後編?, Santa Kurōsu Fantajī kōhen) - 143. (Have a luck belongs to the good day and good day?) |                        |                  |                        |
| 17 | 4 luglio 2024 | ISBN 978-4-08-884112-0 | —                | —                      |
| 17 | Capitoli - 144. (お正月ショートショート?, Oshōgatsu shōtoshōto) - 145. (演漫アナザーストーリー?, Enman Anazā Sutōrī) - 146. (不思議の国のニコ?, Fushigi no kuni no Niko) - 147. (アタシは刃?, Atashi wa ha) - 148. (4コマの日々?, 4-koma no hibi) - 149. (会いに行き雪て?, Ai ni iki yukite) - 150. (チョコレートパーティー?, Chokorēto Pātī) - 151. (PANCTUAL MAN?) - 152. (モンスターペアレンツ?, Monsutā Pearentsu) |                        |                  |                        |
| 18 | 4 settembre 2024 | ISBN 978-4-08-884170-0 | —                | —                      |
| 18 | Capitoli - 153. (モモチの気持ち?, Momochi no kimochi) - 154. (心を取り戻すボクたちの物語?, Kokoro o torimodosu bokutachi no monogatari) - 155. (泥沼キッズショー?, Doronuma Kizzu Shō) - 156. (伝説の答辞?, Densetsu no tōji) - 157. (FIRE GIRL FEVER?) - 158. (入学準備ファクトリー?, Nyūgaku junbi Fakutorī) - 159. (The New School Year?) - 160. (第2次清宮生徒会執行部?, Dai 2-ji seimiya seito-kai shikkō-bu) - 161. (Adhesive Adventure?) |                        |                  |                        |
| 19 | 1º novembre 2024 | ISBN 978-4-08-884251-6 | —                | —                      |
| 19 | Capitoli - 162. (シンプルライフ?, Shinpuru Raifu) - 163. (恋は教科書のように?, Koi wa kyōkasho no yō ni) - 164. (誕プレ王決定戦?, Tanpure-ō kettei-sen) - 165. (貼り付けた笑顔?, Haritsuketa egao) - 166. (1年2組新聞係?, 1-nen 2-kumi shinbun-gakari) - 167. (Enter the Animation?) - 168. (秘密のチャミー?, Himitsu no Chamī) - 169. (チャミーの秘密?, Chamī no himitsu) - 170. (ニコがカンシでカンシがニコで?, Niko ga Kanshi de Kanshi ga Niko de) |                        |                  |                        |
| 20 | 4 gennaio 2025 | ISBN 978-4-08-884398-8 | —                | —                      |
| 20 | Capitoli - 171. (モイちゃんのヴィンテージ道?, Moi-chan no Vintēji dō) - 172. (ヤムヤムヤミーの小悪魔クッキング?, Yamuyamu yamī no ko akuma Kukkingu) - 173. (進めクロワッサン?, Susume Kurowassan) - 174. (Sneeze Explosion?) - 175. (High-class Haiku Class?) - 176. (猫と狼の円舞曲?, Neko to ōkami no enbukyoku) - 177. (稼ぐ! かんたん透視入門?, Kasegu! Kantan tōshi nyūmon) - 178. (不知火久遠しか知らない苦悩?, Shiranui Kuon shika shiranai kunō) - 179. (PHANTOM BLAZE ①?) |                        |                  |                        |
| 21 | 4 aprile 2025 | ISBN 978-4-08-884450-3 | —                | —                      |
| 21 | Capitoli - 180. (PHANTOM BLAZE ②?) - 181. (PHANTOM BLAZE ③?) - 182. (PHANTOM BLAZE ④?) - 183. (PHANTOM BLAZE ⑤?) - 184. (PHANTOM BLAZE ⑥?) - 185. (PHANTOM BLAZE ⑦?) - 186. (大きなお世話するのよ?, Ōkina osewa suru no yo) - 187. (お家リゾート?, Oie Rizōto) - 188. (Tな奴ら?, Tna yatsura) |                        |                  |                        |
| 22 | 4 luglio 2025 | ISBN 978-4-08-884565-4 | —                | —                      |
| 22 | Capitoli - 189. (ハイミのまんが道?, Haimi no mangadō) - 190. (Familiar-sitter?) - 191. (桃太郎 （を始めとした一行）?, Momotarō (o hajime to shita ikkō)) - 192. (猫と狼の輪舞曲 前編?, Neko to ōkami no rondo zenpen) - 193. (猫と狼の輪舞曲 後編?, Neko to ōkami no rondo kōhen) - 194. (生徒会リクルートメント?, Seitokai Rikurūtomento) - 195. (神違いバースデー?, Kami chigai Bāsudē) - 196. (ハイブリッド レインボウ?, Haiburiddo Reinbō) - 197. (ジーコの交通安全教室?, Jīko no kōtsū anzen kyōshitsu) |                        |                  |                        |
| 23 | 4 settembre 2025 | ISBN 978-4-08-884651-4 | —                | —                      |

#### Capitoli non ancora in formatotankōbon
Questa lista è suscettibile di variazioni e potrebbe essere incompleta o non aggiornata.

- 198.  (Unique Sneak?)
- 199.  (ドラゴンに怒りの鉄拳?, Doragon ni ikari no tekken)
- 200.  (幼馴染の魔女が返してもらえない34個の魔法が全部ザコ魔法だった件?, Osananajimi no majo ga kaeshite moraenai 34-ko no mahō ga zenbu zako mahōdatta kudan)
- 201.  (多感な年頃だから?, Takan na toshigoro dakara)
- 202.  (やっぱり恋なんだ?, Yappari koina nda)
- 203.  (Under cover?)
- 204.  (調子くズレな二人?, Chōshi ku zurena futari)
- 205.  (チラ見えボディーガード?, Chirami e Bodīgādo)
- 206.  (Happy Go Cookie?)
- 207.  (Make up! Shake up!?)
- 208.  (モイちゃんのシールコレクション?, Moi-chan no Shīru Korekushon)
- 209.  (川渡り大問題?, Kawatari dai mondai)
- 210.  (CMガール?, CM Gāru)
- 211.  (カートゥーン?, Kātoūn)
- 212.  (幼年期の終わり 前編?, Yōnenki no owari zenpen)
- 213.  (幼年期の終わり 後編?, Yōnenki no owari kōhen)

### Anime

Logo della serie

Il 19 agosto 2024 è stato annunciato che la serie avrebbe ricevuto un adattamento anime. La serie è prodotta da Bibury Animation Studios e diretta da Hiroshi Ikehata, con l'aiuto regia di Masao Kawase, la sceneggiatura scritta da Deko Akao, il character design di Haruko Iizuka e la colonna sonora composta da Yukari Hashimoto. Viene trasmessa a partire dal 6 aprile 2025 su tutte le affiliate JNN, tra cui MBS e TBS, ed è divisa in due parti consecutive. La sigla di apertura è Watch Me! di Yoasobi mentre quella di chiusura è Mahō Spice (魔法はスパイス?, Mahō wa Supaisu) degli Aooo.
Crunchyroll e Netflix trasmettono in streaming la serie in tutto il mondo insieme ad altre piattaforme come Hulu (Stati Uniti), Animation Digital Network (diversi territori europei) e Aniplus (Corea del Sud). Inoltre a partire dal 27 aprile 2025 la serie viene distribuita doppiata in più lingue, tra cui l'italiano. In Italia la serie è pubblicata anche da Yamato Video sul canale Anime Generation di Prime Video. I primi tre episodi dell'anime sono stati proiettati anche nei cinema al di fuori del Giappone con il titolo Witch Watch: Watch Party con proiezioni a partire dal 13 marzo in Asia e in Nord America il 16 marzo tramite GKIDS. Il doppiaggio italiano è curato dalla Dubbing Brothers International Italia sotto la direzione di Enzo Antonelli (episodi 1-3) e Teo Bellia (dall'episodio 4). L'adattamento dei dialoghi dell'edizione italiana è effettuato da Sacha Pilara.

#### Episodi
Questa lista è suscettibile di variazioni e potrebbe essere incompleta o non aggiornata.

Il primo titolo italiano si riferisce all'edizione Crunchyroll (a sinistra), il secondo a quella di Netflix (al centro) mentre il terzo alla versione di Yamato Video (a destra).
| Nº | Titolo italiano (edizione Crunchyroll / edizione Netflix / edizione Yamato Video) Giapponese 「Kanji」 - Rōmaji | In onda        | In onda        |
| Nº | Titolo italiano (edizione Crunchyroll / edizione Netflix / edizione Yamato Video) Giapponese 「Kanji」 - Rōmaji | Giapponese     | Italiano       |
| 1  | Il ritorno della strega / Il ritorno della strega / Torna la strega 「魔女の帰還」 - Majo no kikan | 6 aprile 2025  | 27 aprile 2025 |
| 1  | Morihito Otogi, membro di una stirpe di oni, scopre che la sua amica d'infanzia Nico Wakatsuki sta tornando a casa dall'addestramento da strega. Viene infine deciso che Morihito vivrà con Nico come suo famiglio e guardia del corpo. Nico arriva a casa di Morihito ed è ansiosa di mostrargli i suoi incantesimi magici appena appresi. Ha lanciato un incantesimo per trasformarsi in carta, ma viene accidentalmente spazzata via dal vento e intrappolata in una fessura tra due muri. Per salvarla, Morihito attinge ai suoi poteri da oni e demolisce il muro, con Nico che lo ripara con la sua magia. Morihito consiglia quindi a Nico di non usare la sua magia in pubblico, ma lei spiega che le streghe hanno giurato di aiutare gli altri. Si imbattono quindi in un edificio in fiamme e salvano una donna intrappolata, ma l'incantesimo di Nico per rendere lei e Morihito più leggeri si ritorce contro di loro quando finisce il suo effetto, appesantendoli temporaneamente. Mentre Morihito e Nico si preparano a vivere insieme, Morihito ricorda che suo padre lo aveva avvertito che la madre di Nico aveva profetizzato che entro un anno Nico sarebbe stata vittima di un disastro e che solo Morihito avrebbe avuto il potere di proteggerla. |                |                |
| 2  | Una gigantesca novellina / Una gigantesca novellina / Rookie gigante 「大型ルーキー」 - Ōgata RūkīAndiamo alla tavola calda! / Andiamo alla tavola calda / Andiamo al ristorante! 「ファミレス行こ!」 - Famiresu iko!La classe volante / La classe volante / Classe in volo 「飛ぶ教室」 - Tobu kyōshitsu | 13 aprile 2025 | 4 maggio 2025  |
| 2  | Morihito e Nico frequentano il loro primo giorno di liceo, con Morihito che avverte Nico di non rivelare di essere una strega o di usare la magia. Tuttavia, durante l'ora di lezione, Nico scopre la sua copertura quando accidentalmente lancia su se stessa un incantesimo di Ingigantimento. Di conseguenza, diventa la ragazza più popolare della classe. Dopo la lezione, le compagne di classe Kara Minami e Kukumi Ureshino chiedono a Nico di mangiare con loro in un fast food lì vicino, e Nico accetta. Ignorano le avances di un trio di delinquenti mentre entrano nel fast food e diventano rapidamente amiche, mentre Morihito picchia di nascosto i delinquenti per impedire loro di molestare ulteriormente le ragazze. Il giorno dopo, i compagni di classe di Nico le chiedono di mostrare la sua magia. Lei allestisce un campo che permette loro di volare, ma un camion lo urta accidentalmente, costringendo Morihito a usare i suoi poteri da oni per salvare l'autista. Nonostante i timori di Morihito, anche i suoi compagni di classe lo accettano. |                |                |
| 3  | Outfit trasparente primaverile / Outfit trasparente primaverile / Moda trasparente di primavera 「春のシースルーコーデ」 - Haru no shīsurū kōdeLa consegna a domicilio della strega / Nico consegne a domicilio / Consegne a domicilio della strega 「魔女に宅急便」 - Majo ni takkyūbinCani smarriti e pioggia martellante / Cani randagi e pioggia martellante / Cani smarriti e il battere della pioggia 「迷子犬と雨のビート」 - Maigo inu to ame no bīto | 20 aprile 2025 | 11 maggio 2025 |
| 3  | Nel tentativo di impressionare Morihito, Nico usa la magia per evocare un abito alla moda da una foto, ma il retro rimane completamente trasparente e si imbarazza quando lei glielo mostra accidentalmente. Nonostante ciò, Moi insiste che Nico indossi semplicemente ciò che la fa sentire a suo agio. La madre di Nico, Ibuki, invia la collezione di manga di Nico e una lettera per Morihito. Nico usa un incantesimo di duplicazione per facilitare il trasloco, ma finisce per sdoppiarsi in quattro versioni bambine di se stessa. Morihito legge la lettera, che lo avverte che "Cani e gocce di pioggia porteranno disastri". Il tempo si trasforma presto in pioggia quando una figura sconosciuta spia la casa. Morihito si mostra cauto quando Nico insiste per fare shopping in un giorno di pioggia e nota uno sconosciuto con una maschera da cane che li perseguita. Dopo una breve battaglia, lo sconosciuto si rivela essere Kanshi Kazamatsuri, un tengu con cui Nico ha stretto amicizia durante il suo addestramento da strega. Kanshi insiste anche per proteggere Nico, sostenendo di essere il suo famiglio corvo. |                |                |
| 4  | Il tengu Kazamatsuri Kanshi / Il Tengu Kanshi Kazamatsuri / Kanshi Kazamatsuri - Il tengu 「天狗 - 風祭監志」 - Tengu - Kazamatsuri Kanshi | 27 aprile 2025 | 18 maggio 2025 |
| 4  | Morihito interroga Kanshi sul suo comportamento sospetto, e quest'ultimo ammette che, a causa della rivalità tra i clan dei tengu e degli oni, vuole dimostrare che i tengu sono superiori a loro. Ha anche accumulato un debito significativo, che Ibuki era disposta a pagare in cambio del suo ruolo di guardia del corpo di Nico. Kanshi trasmette quindi una nuova profezia a Morihito, avvertendolo che c'è "Un nemico all'interno della scuola". Tuttavia, né Morihito né Kanshi sembrano andare d'accordo, così Nico cerca di appianare le cose con un incantesimo "Friendeal". Tuttavia, l'incantesimo si ritorce contro di lei e fa sì che Morihito si mostri troppo entusiasta di diventare amico di Kanshi, il che lo spaventa. Nico dissolve l'incantesimo "Friendeal" e si scusa con loro, ma viene improvvisamente attaccata e rapita da un abito posseduto. Morihito e Kanshi sono costretti a collaborare, con Kanshi che usa il suo controllo del vento per aiutare Morihito a raggiungere l'abito e distruggerlo. Rendendosi conto che il loro nemico è più pericoloso di quanto pensassero, Morihito e Kanshi decidono di superare i loro rancori personali e di unire le forze: Kanshi si trasferisce a vivere con Morihito e Nico. |                |                |
| 5  | La mia studentessa è la mia artista preferita / Quando il tuo fanartist preferito è un tuo studente / Insegnare alla tua fanartist preferita 「教え子が推し絵師だった件」 - Oshiego ga oshi eshi datta kenPancia in subbuglio / Pancia in subbuglio / Oggi pancia in subbuglio 「今日はヘビーなストマック」 - Kyō wa hebī na SutomakkuCat scout / Cat scout / Cat scout 「キャットスカウト」 - Kyatto Sukauto | 4 maggio 2025  | 25 maggio 2025 |
| 5  | Yuri scopre per caso che Kukumi è in realtà uno dei suoi artisti di manga preferiti che segue online. Kukumi scopre anche che sia lei che Yuri sono fan dello stesso manga e la incoraggia a essere più aperta riguardo ai suoi hobby. Il compagno di classe Kowashi Hara chiede a Nico di lanciare un incantesimo che lo renderà impercettibile, in modo che non attiri l'attenzione ogni volta che deve andare in bagno. Lancia uno speciale incantesimo Mobliviato che sopprime la sua presenza, ma lui si rende conto che in realtà non ne ha bisogno poiché la sua autocoscienza è infondata. Ringrazia comunque Nico per il suo aiuto, il che potenzia la speciale gemma della strega che porta, il che significa che è un passo più vicina a diventare una vera strega. Un'altra strega, Nemu Miyao, perseguita segretamente Morihito, con l'intenzione di farlo diventare il suo famiglio, ma è troppo timida per avvicinarsi a lui. Lei lo segue a casa trasformata da gatto, ma improvvisamente si prende una cotta per lui quando mostra a Nico e Kanshi come accarezzare correttamente un gatto. Agitata, Nemu riesce a fuggire e giura di rendere Morihito il suo famiglio. |                |                |
| 6  | Sono l'albero delle unioni / Sotto l'albero delle unioni / Sotto all'albero delle unioni 「縁結びの樹の下で」 - Enmusubi no ki no shita de | 11 maggio 2025 | 1º giugno 2025 |
| 6  | Dopo aver creato un amuleto speciale per aiutare una compagna di classe a confessarsi, Nico nota che Morihito sta diventando sempre più popolare tra le ragazze della scuola e diventa gelosa. Kanshi cerca di aiutarla ad attirare l'attenzione di Morihito in modo romantico, ma finiscono per ritorcersi contro di lei e rendere Morihito ancora più popolare tra le altre ragazze, poiché Morihito non vede mai i tentativi di Nico di sedurlo. Più tardi, Ishii, uno dei compagni di classe di Nico, le chiede di parlarle in privato durante una gita scolastica programmata. Kara inizia a credere che Ishii abbia intenzione di confessare i suoi sentimenti a Nico sotto un albero locale, famoso per essere l'albero degli innamorati. Kanshi ascolta la conversazione e suggerisce a Nico di confessarsi a Morihito sotto l'albero. Durante la gita, Morihito incontra un compagno di classe, Keigo Magami, e scopre che hanno interessi simili per la sottocultura. Nico scopre che Ishii e i suoi amici vogliono da lei degli amuleti d'amore, così si rimpicciolisce per nascondersi da loro e cade accidentalmente nella tasca della camicia di Morihito. Vede una ragazza confessarsi a Morihito, ma lui la rifiuta dicendo di essersi già innamorato di una persona a lui preziosa. Nico ricorda il momento in cui si innamorò di Morihito, quando lui la confortò dopo che suo padre se ne andò perché lei aveva perso il controllo dei suoi poteri. In seguito, Nico e Morihito pranzano sotto un albero più piccolo e meno appariscente, ignari che si tratti del vero albero degli innamorati. |                |                |
| 7  | Il canale di Nico e Kan / Il canale di Kan & Nico 「カンニコチャンネル」 - Kan Niko ChanneruLa cerimonia del tè è facile come bere una tazza di tè / La cerimonia del tè: facile come bere un bicchiere... di tè 「お茶の心はお茶の子さいさい」 - Ocha no kokoro wa ocha no ko saisai | 18 maggio 2025 | 8 giugno 2025  |
| 7  | Nico e Kanshi aprono un canale "WJTube" nella speranza di fare soldi facili, ma Morihito fa notare che non hanno follower perché i loro video sono di bassa qualità e privi di focus. Morihito fa squadra con Keigo per rinnovare il canale di Nico e Kanshi. I loro nuovi video riscuotono un grande successo, ma Nico e Kanshi perdono rapidamente interesse e abbandonano. La compagna di classe Suzuka Kiyomiya chiede a Nico di aiutarla a trovare un modo per superare un imminente esame di cerimonia del tè. Nico lancia un incantesimo "Synclone" su Morihito e Suzuka che permette loro di sincronizzare i loro movimenti, così Morihito può completare la cerimonia del tè al posto di Suzuka. Tuttavia, a causa di un cambio di programma dell'ultimo minuto, sono costretti a eseguire la cerimonia del tè senza una prova e finiscono per fallire. Fortunatamente, Morihito usa la sua abilità nelle arti marziali per salvare la nonna di Suzuka da un calabrone gigante, convincendola a ritirare il fallimento. Suzuka in seguito chiede a Morihito di aiutarla con il suo prossimo esame, che lui rifiuta categoricamente. |                |                |
| 8  | I diari del lavoro part-time di Kanshi ～ lo spettacolo di supereroi ～ / I diari del lavoro part-time di Kanshi: lo spettacolo dei supereroi / I diari dei lavori di Kanshi: Spettacolo dei supereroi 「カンシのバイト日記~ヒーローショー~」 - Kanshi no Baito nikki ~Hīrō Shō~I diari del lavoro part-time di Kanshi ～ lavoro da casa ～ / I diari del lavoro part-time di Kanshi: il lavoro manuale da remoto / I diari dei lavori di Kanshi: Manodopera casalinga 「カンシのバイト日記~内職ー~」 - Kanshi no Baito nikki ~naishoku~ | 25 maggio 2025 | 15 giugno 2025 |
| 8  | Per guadagnare soldi per le spese di questo mese, Kanshi è costretto ad accettare un lavoro part-time in uno spettacolo di supereroi. Interpreta il ruolo di Marito-man, ma scopre di aver sostituito il precedente attore che ha subito un infortunio e deve temporaneamente interpretare il ruolo del cattivo. Vedendo che il figlio del precedente attore dovrebbe assistere alla sua interpretazione, Kanshi scambia segretamente i ruoli, diventando il cattivo e mettendo in scena una grande scena in cui viene sconfitto da Marito-man. Lo spettacolo è un enorme successo, ma il regista si rifiuta di pagare Kanshi perché ha cambiato ruolo e modificato la sceneggiatura senza permesso. Kanshi accetta un lavoro come imballatore di viti, ma ha difficoltà ad affrontare la monotonia del lavoro. Nonostante gli avvertimenti, convince Nico a lanciare un incantesimo per farlo muovere 10 volte più velocemente. Tuttavia, in termini di tempo relativo, mentre l'incantesimo dovrebbe durare tre giorni, la durata è di 30 giorni dal punto di vista di Kanshi. La sua incapacità di comunicare o interagire con altre persone ha un impatto negativo sulla sua salute mentale, finché non riesce ad adattarsi a rallentare i propri movimenti per compensare. Tuttavia, quando l'incantesimo finalmente svanisce, Kanshi deve riadattarsi a vivere nel tempo normale. |                |                |
| 9  | Cara Kara / Cara Kara / Cara Kara 「伽羅へ」 - Kara eNuovi amici / Nuovi amici / Nuovi amici 「新しい友達」 - Atarashii tomodachiDate with the Knight / Date with the Knight / Date with the knight 「デート・ウィズ・ザ・ナイト」 - Dēto Wizu Za Naito | 1º giugno 2025 | 22 giugno 2025 |
| 9  | Kara si rivolge a Nico per chiedergli aiuto per ricostruire una lettera della madre defunta che suo padre ha distrutto per qualche motivo. Nico, Morihito e Kara lavorano insieme per ricostruire la lettera, che rivela che la madre di Kara non era in realtà la sua madre biologica. Tuttavia, Kara ritiene che questa rivelazione non cambi il loro rapporto e si riconcilia con suo padre. Vedendo come è riuscita ad aiutare Kara, Nico mette un annuncio a scuola in modo che chiunque possa chiedere il suo aiuto. Il compagno di classe di Kanshi, Jun Horai chiede a Nico di aiutarlo a parlare con una ragazza che gli piace. Tuttavia, è imbarazzato dal fatto che il suo modo di parlare suoni forzato a causa dei troppi libri di testo di inglese. Nico gli assicura che dovrebbe parlare alla sua cotta come se stesso, e si scopre che la ragazza che gli piace, Ann Nikura, parla in modo simile a lui. Jun e Ann decidono di iniziare a frequentarsi, e Jun regala a Nico e Morihito un paio di biglietti per il cinema come ringraziamento, con Morihito che invita Nico a guardare il film insieme. Nico è in ansia per il suo imminente appuntamento con Morihito, poiché trova difficile interpretare le sue emozioni a causa della sua natura stoica. Con il suo consenso, Nico lancia un incantesimo su Morihito che crea una versione in miniatura di lui che esprime le emozioni che prova. Nico osserva che Morihito prova una gamma completa di emozioni e le mostra attraverso le sue azioni per aiutare gli altri. Morihito ammette di essere stato condizionato a essere stoico a causa del suo allenamento, ma sente di aver iniziato a diventare più espressivo con Nico e i suoi nuovi amici al suo fianco.                                                                                               |                |                |
| 10 | Il consiglio studentesco dei cliché / Il comitato studentesco dei cliché / Il consiglio studentesco dei cliché 「ベタベタ生徒会」 - Betabeta seitokaiLa bolla felice di un gatto randagio / La bolla felice di un gatto di strada / Il gatto di strada nella sua bolla felice 「通い猫の泡いひととき」 - Kayoi neko no awai hitotoki | 8 giugno 2025  | 29 giugno 2025 |
| 10 | Nico e Morihito vengono informati dal Consiglio studentesco che l'uso della magia è stato vietato a scuola per motivi di sicurezza. Tuttavia, entrambi si rendono conto che tutti i membri del consiglio studentesco seguono i cliché generici degli anime. Il presidente del Consiglio studentesco Tenryu Kiyomiya spiega che il fatto che Nico aiuti gli altri con la sua magia ha reso geloso il resto del consiglio studentesco, ma è disposto a revocare il divieto se Morihito si unirà a loro, poiché anche lui incarna un tropo del personaggio. Morihito rifiuta e si congeda da Nico, con l'intenzione di ignorare comunque le regole del Consiglio studentesco. Morihito guarda quindi un video sul Consiglio studentesco e si rende conto che Tenryu è simile a lui, dovendo prendersi cura di un gruppo di amici sciocchi e irresponsabili. Tenryu quindi insegue Morihito, dichiarando che troverà un modo per reclutarlo nel Consiglio studentesco. Nemu tenta di visitare Morihito come se fosse la sua casa, ma è troppo nervosa per incontrarlo direttamente e istintivamente si trasforma nella sua forma di gatto. Morihito porta Nemu in casa dove Nico le rovescia accidentalmente addosso una bevanda. Morihito fa il bagno a Nemu e mentre la sta asciugando, lei si addormenta accidentalmente e torna in forma umana. Fortunatamente, Morihito, Nico e Kan vengono distratti dalla TV, permettendole di scappare senza essere notata. Tuttavia, si imbatte poi in un'incantatrice che progetta di rapire Nico e corre indietro per cercare di avvertirla. |                |                |
| 11 | Cani e gocce di pioggia - parte 1 / Cani e gocce di pioggia (1ª parte) / Cani e gocce di pioggia - Prima parte 「大と雨滴-①」 - Inu to amadare - 1 | 15 giugno 2025 | 6 luglio 2025  |
| 11 | Nemu avverte Nico e Morihito dell'incantatrice, spiegando che Nico è un suo bersaglio perché è la "Strega delle Migliaia", una tipologia di strega estremamente rara e potente. Nel frattempo, Kanshi salva Keigo da un bullo che assume caramelle incantate come potenziatore delle prestazioni. Scopre che le caramelle vengono distribuite da un altro studente conosciuto come "Wolf" e cerca di rintracciarlo, venendo però picchiato. Mentre Nico cura le ferite di Kanshi, Nemu spiega che l'incantatrice deve usare le caramelle per controllare la mente di chiunque le ingerisca, trasformandole in un esercito di "Cani". Nemu cerca di tornare sui suoi passi per trovare il nascondiglio dell'incantatrice e scopre che si nasconde in uno spazio creato magicamente. Nemu riesce a entrare, ma viene catturata. Keigo avverte Morihito che Wolf ha convocato i suoi Cani, ma mentre si dirigono lí, Keigo attira Morihito in una trappola e lo trasporta nel nascondiglio dell'incantatrice. Keigo rivela quindi di essere in realtà il famiglio lupo mannaro di quest’ultimo, avendo stretto un patto per curare una vecchia ferita alla gamba che gli impedisce di pattinare. Keigo si trasforma quindi nel suo alter ego lupo mannaro, Wolf, e si prepara ad affrontare Morihito. |                |                |
| 12 | Cani e gocce di pioggia - parte 2 / Cani e gocce di pioggia (2ª parte) / Cani e gocce di pioggia - Seconda parte 「大と雨滴-②」 - Inu to amadare - 2 | 22 giugno 2025 | 13 luglio 2025 |
| 12 | Sia Morihito che Wolf si affrontano, ma è evidente che Wolf ha la meglio in uno scontro diretto. Nel frattempo, Nico e Kanshi si dirigono al parco per affrontare l'incantatrice. Usando un'astuta strategia con gli incantesimi di Nico, lei e Kanshi riescono a tendere un'imboscata e catturare l'incantatrice, che ammette di aver ricevuto l'ordine da uno stregone di rango molto più alto di lei di catturare Nico. Nemu riprende conoscenza e arriva al parco, costringendo l'incantatrice a riportarla nel suo spazio chiuso. Morihito prende brevemente il sopravvento con l'aiuto di Nico, ma esaurisce l'energia magica. L'incantatrice si vanta quindi che le sue vite e quelle di Keigo sono legate dal loro patto familiare, tenendo di fatto in ostaggio la sua vita. Nonostante la battuta d'arresto, Morihito riesce a superare in astuzia Wolf e a sconfiggerlo, usando la propria aggressività contro di lui. Sconfitto, l'incantatrice cerca di rivelare a Nico il nome della mente dietro al piano, ma viene improvvisamente uccisa da un incantesimo che prosciuga tutta la sua magia, neutralizzando anche il suo patto con Keigo. Keigo si scusa con tutti e ammette che in realtà voleva curare le ferite di sua madre, che l'hanno costretta su una sedia a rotelle. Nico accetta di consegnare la sua medicina unica e monouso per curare la madre di Keigo, e lui decide di diventare la sua guardia del corpo per ricambiare il favore, trasferendosi a casa di Morihito per vivere con loro. |                |                |
| 13 | Magami Keigo, l'uomo lupo / L'uomo lupo Keigo Magami / Keigo Magami - Il licantropo 「狼男-真神圭護」 - Ōkami otoko - Magami KeigoLa tigre virtuosa e il lupo arrogante / La tigre virtuosa e il lupo arrogante 「善人の虎高慢の狼」 - Zennin no Tora kōman no ōkamiIl condimento perfetto per affascinare / Il condimento perfetto per affascinare / Un condimento affascinante 「お手軽超魅了」 - Otegaru chō miryō | 29 giugno 2025 | 20 luglio 2025 |
| 13 | Keigo cerca di adattarsi alla vita con Morihito e i suoi amici, e avverte che vedere qualsiasi cosa a forma di mezzaluna innescherà la sua trasformazione in Wolf, che ha una personalità estremamente egoista. Tutti rimuovono tutti gli oggetti a forma di mezzaluna dalla casa, solo che Keigo si trasforma dopo aver visto un croissant. Wolf si rifiuta di prendere ordini da Nico e Kanshi di trasformarsi di nuovo, ma rispetta Morihito abbastanza da ascoltarlo. Keigo si scusa per il disturbo, ma ammette di ammirare Wolf nonostante tutti i suoi difetti perché diventa violento solo se è per proteggere le persone a cui tiene. Nemu torna a casa di Morihito, ma ancora una volta si traveste da gatto a causa della sua timidezza. Wolf riconosce Nemu e la affronta in privato, proponendole di mantenere il segreto a patto che lei lo aiuti a trasformarsi una volta al mese. Nemu accetta l'accordo e si rende conto di avere una cotta anche per Wolf. Nico vuole provare a cucinare per i suoi amici, nonostante non sia molto brava. Determinata a fargli gustare qualcosa che cucina, cosparge il suo cibo con una speciale polvere di Capcharm. Morihito assiste a ciò che sta facendo e riesce a prendergli il piatto prima che Nico possa condirlo. Poco dopo aver mangiato, Nico, Kanshi e Keigo si innamorano del piatto. Morihito affronta Nico riguardo alla polvere, che una volta ingerita, affascina istantaneamente una persona verso ciò che la polvere ha toccato per ultimo. La polvere viene accidentalmente rovesciata su Nico e soffiata per tutta la città, facendo innamorare di lei diverse persone. Morihito bacia Nico sulla guancia per rompere l'incantesimo. Nico rimane delusa. Morihito non sembra dargli molta importanza, ma è segretamente estremamente ansioso di aver baciato Nico. |                |                |
| 14 | Uron Mirage capitolo 119: gli sgominatori di Fuzzy / Uron Mirage - Capitolo 119 / Uron Mirage, capitolo 119: Caccia ai fuzzy - 4 「うろんミラージュ 第119話 ファジー討伐 - 4」 - Uron Mirāju dai-hyakujūkyū-wa: Fajī tōbatsu - 4Diario della mia artista preferita / Diario della mia fanartist preferita / Diario della fanartist preferita 「推し絵師日誌」 - Oshi eshi nisshi | 6 luglio 2025  | 10 agosto 2025 |
| 14 | Nico e i suoi amici, guardano un episodio del famoso anime Uron Mirage, che Nico insiste sia molto popolare. Tuttavia, Morihito rimane confuso e non capisce il fascino della serie. Yuri e Kukumi si legano grazie alla loro passione per l' anime Uron Mirage. Tuttavia, Yuri nasconde ancora il fatto di essere "Dengeki Melon", una delle più appassionate sostenitrici online di Kukumi. Kukumi mostra quindi a Yuri la bozza di un manga a cui sta lavorando. Yuri individua immediatamente molti difetti nel suo lavoro, ma si trattiene dal dire nulla e invia invece le sue critiche costruttive a Kukumi come Dengeki Melon. Il giorno dopo, Kukumi ringrazia Yuri per il suo consiglio, avendo capito che lei è Dengeki Melon. Quindi recluta Yuri come sceneggiatrice del suo prossimo manga. |                |                |
| 15 | Il demone estivo / Il demone estivo / Il demone estivo 「夏の魔物」 - Natsu no mamono | 13 luglio 2025 | 17 agosto 2025 |
| 15 | Nico e Morihito ricevono una nuova profezia che li invita a "visitare l'antico servitore che esorcizza il male". Il gruppo, insieme a Nemu, decidono di recarsi su una montagna vicina, dove risiede il servitore, e di incontrare Miharu Kiryu e suo padre Masumi. Masumi spiega che i Kiryu sono esorcisti esperti nell'eliminare i demoni. Il gruppo decide di trascorrere prima un po' di tempo divertendosi nel fiume vicino, dato che è estate, finché il Warlock dell'Acqua non li coglie di sorpresa. Miharu interviene, sconfiggendo facilmente il Warlock, ma viene ferito mortalmente. Vicino alla morte, Miharu si cura assorbendo parte dell'energia oni di Morihito. Masumi spiega in seguito che i Kiryu sono vampiri, ma invece di sangue si sono evoluti per nutrirsi di energia magica. Miharu si offre di giustiziare il Warlock, ma Nico insiste affinché usino l'abilità di drenaggio di Miharu per rimuovere definitivamente i suoi poteri. In seguito, il Warlock confessa di essere stato incaricato da un altro Warlock di catturare Nico e accetta di riformare la sua vita sotto la guida di Masumi. Rendendosi conto che la profezia si riferisce a Miharu, Morihito si offre di far trasferire Miharu a casa sua, cosa che Miharu accetta. |                |                |
| 16 | Il vampiro Kiryu Miharu / Il vampiro Miharu Kiryu / Il vampiro Miharu Kiryu 「吸血鬼-霧生見晴」 - Kyūketsuki - Kiryū MiharuIl parasole perduto / Il parasole perduto / Il parasole smarrito 「傘がない」 - Kasa ga naiSono felice di averti incontrato / Sono felice di averti incontrato / Per fortuna sei qui 「会えて嬉しい」 - Aete ureshii | 20 luglio 2025 | -              |
| 17 | Ci hanno sfidati a un gioco mortale... / Ci hanno sfidati a un gioco mortale, ma faceva schifo / Ci ha intrappolati in un gioco mortale, ma faceva schifo 「デスゲーム挑まれたけどクソゲーだった」 - Desu Gēmu idomareta kedo kusogē dattaLONG LONG A GO GO / LONG LONG A GO GO / Long Long a Go Go 「LONG LONG A GO GO」 | 27 luglio 2025 | -              |
| 18 | Kara e Shiki / Kara e Shiki / Kara e Shiki 「カラちゃんとシキ」 - Kara-chan to ShikiLa frenetica mania delle biglie / La frenetica mania delle biglie / Tutti pazzi per le biglie 「狂騒のビーダマニア」 - Kyōsō no BīdamaniaScramble Scrap Squad / Scramble Scrap Squad / Scramble Scrap Squad 「スクランブル・スクラップ・スクワッド」 - Sukuranburu Sukurappu Sukuwaddo | 3 agosto 2025  | -              |
| 19 | Lettera da un'amica / Lettera da un'amica 「(ともだちの手紙」 - Tomodachi no tegami | 10 agosto 2025 | -              |
| 20 | Il lupo smarrito e il gatto di strada / Il lupo smarrito e il gatto di strada 「迷い狼と通い猫」 - Mayoi ōkami to kayoi neko | 17 agosto 2025 | -              |
| 21 | Impulsi segreti 「秘密の衝動」 - Himitsu no shōdōLo stile spensierato di Keiko 「ケイコの気ままスタイル」 - Keiko no kimama SutairuJekyll va visita a casa Otogi 「ジキルの乙木家訪問」 - Jikiru no Otogi-ke hōmon | 24 agosto 2025 | -              |

## Accoglienza

### Popolarità
Nel giugno 2021 Witch Watch è stato nominato per il settimo Next Manga Award nella categoria miglior manga stampato e si è classificato al 10º posto su 50 candidati. È stato anche nominato per lo stesso premio e si è classificato al 2º posto su 50 candidati nel 2022.

### Critica
Timothy Donohoo di Comic Book Resources ha paragonato Witch Watch a Blue Box di Kōji Miura e Sekimen shinaide Sekime-san di Shigure Tokita poiché entrambe le serie presentano concetti e aspetti romantici simili a quelli di Witch Watch.